# Internationale Filmfestspiele Berlin 1978

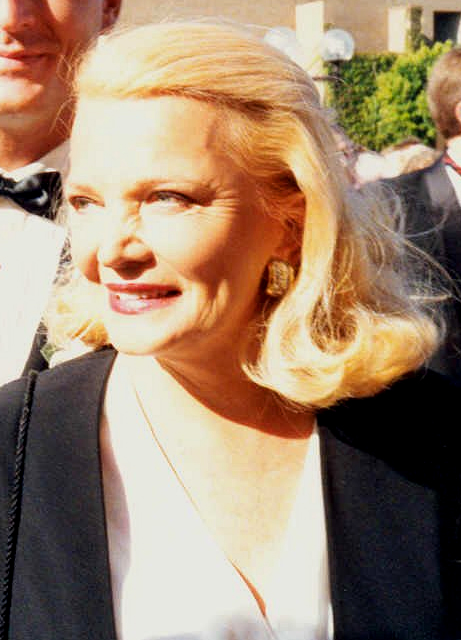
Gena Rowlands

Die Internationalen Filmfestspiele Berlin 1978 fanden vom 22. Februar bis zum 5. März statt. Festivaldirektor Wolf Donner verwirklichte einen alten Plan seines Vorgängers Alfred Bauer und konnte den Berliner Senat davon überzeugen, dass ein früherer Termin für die Berlinale richtiger sei. So lasse sich die Filmmesse stärken, da der Februar für die Filmbranche eine Durststrecke sei und mit dem frühen Termin könne sich das Festival stärker vom Filmfestival Cannes absetzen. Den Wechsel vom sommerlichen Festivalwetter zum Berliner Winter vollzog Donner mit Humor. Er verteilte Pudelmützen an die Gäste.
Das Festival wurde in diesem Jahr von John Cassavetes und seinem Film Die erste Vorstellung eröffnet. Seine Ehefrau Gena Rowlands spielte darin einen Broadwaystar, die mit ihrem Lampenfieber vor der Premiere zu kämpfen hat. Sie wurde später mit dem Silbernen Bären für ihre darstellerische Leistung belohnt. Am letzten Tag der Berlinale verabschiedete sich das Festival mit der Deutschland-Premiere von Steven Spielbergs Unheimliche Begegnung der dritten Art, der außer Konkurrenz gezeigt wurde. Ein großes Risiko ging Wolf Donner ein, indem er den Film Deutschland im Herbst in den Wettbewerb nahm. Der Film bearbeitete die noch jungen Ereignisse des Terrorherbstes von 1977.
Hans-Christoph Blumenberg im März 1978 in der Zeit in seiner Nachlese: Berlin 1978: ein schwacher Wettbewerb, aber kein schlechtes Festival. Wer sich nicht allzu sehr irritieren ließ vom bunt zusammengewürfelten Allerlei im Zoo Palast, kam dennoch leicht auf seine Kosten. Einmal ist es Wolf Donner und seiner Mannschaft rasch gelungen, die Berlinale in einer entspannten, freundlichen Atmosphäre stattfinden zu lassen, die, anders als das Tollhaus von Cannes, zum Reden und Reflektieren einlädt, zum anderen beweist sich die Attraktivität dieses Festivals zunehmend als repräsentatives Schaufenster des deutschen Kinos.

## Wettbewerb
Im Wettbewerb der Berlinale 1978 wurden folgende Filme gezeigt:
| Filmtitel                     | Regisseur                                                           | Produktionsland      | Darsteller (Auswahl)                            |
| Apám néhány boldog éve        | Sándor Simó                                                         | Ungarn               |                                                 |
| Ausgeflippt                   | Richard Benner                                                      | Kanada               | Craig Russell                                   |
| Die Brüder Löwenherz          | Olle Hellbom                                                        | Schweden             |                                                 |
| Deutschland im Herbst         | u. a. Rainer Werner Fassbinder, Alexander Kluge, Volker Schlöndorff | Deutschland          |                                                 |
| Eis am Stiel                  | Boaz Davidson                                                       | Israel               | Yftach Katzur, Zachi Noy                        |
| Die erste Vorstellung         | John Cassavetes                                                     | USA                  | Gena Rowlands, John Cassavetes, Ben Gazzara     |
| Der Fall                      | Ruy Guerra                                                          | Brasilien            |                                                 |
| Die ferne Straße              | Sachiko Hidari                                                      | Japan                |                                                 |
| Flammende Herzen              | Walter Bockmayer, Rolf Bührmann                                     | Deutschland          | Peter Kern, Barbara Valentin                    |
| Flores de papel               | Gabriel Retes                                                       | Mexiko               |                                                 |
| Die Forellen                  | José Luis García Sánchez                                            | Spanien              |                                                 |
| Gespräche mit Max             | Emilio Martinez Lázaro                                              | Spanien              |                                                 |
| Der Hund, der die Züge liebte | Goran Paskaljević                                                   | Jugoslawien          |                                                 |
| In einer Regennacht           | Lina Wertmüller                                                     | Italien, USA, Kanada | Giancarlo Giannini, Candice Bergen              |
| Jörg Ratgeb, Maler            | Bernhard Stephan                                                    | Deutschland          | Małgorzata Braunek                              |
| Ein Kapitel Liebe             | Maurice Rabinowicz                                                  | Frankreich, Belgien  | Geraldine Chaplin, Sami Frey                    |
| Der Lehrer                    | Octavio Cortázar                                                    | Kuba                 |                                                 |
| Moritz, lieber Moritz         | Hark Bohm                                                           | Deutschland          | Uwe Enkelmann, Michael Kebschull, Grete Mosheim |
| Rheingold                     | Niklaus Schilling                                                   | Deutschland          | Elke Haltaufderheide                            |
| Die Schachspieler             | Satyajit Ray                                                        | Indien               | Sanjeev Kumar, Saeed Jaffrey, Shabana Azmi      |
| Der Tod des Präsidenten       | Jerzy Kawalerowicz                                                  | Polen                | Zdzisław Mrożewski, Marek Walczewski            |
| Der Vorteil                   | Georgi Djulgerow                                                    | Bulgarien            |                                                 |
| Der Waldhüter                 | Roman Balayan                                                       | Sowjetunion          |                                                 |

## Internationale Jury
In diesem Jahr war Patricia Highsmith Jury-Präsidentin der Internationalen Jury. Sie stand folgender Jury vor: Theo Angelopoulos (Griechenland), Antonio Echza Sausinenea (Spanien), Frieda Grafe (Deutschland), Sergio Leone (Italien), Jacques Rozier (Frankreich), Larissa Schepitko (UdSSR), Ana Carolina Teixeira Soares (Brasilien) und Konrad Wolf (DDR).

## Preisträger
- Goldener Bär: In diesem Jahr konnte die Jury sich nicht auf einen Film einigen und gab dem Land Spanien für seinen Gesamtauftritt auf der Berlinale einen Goldenen Bären. Stellvertretend erhielten die Filme Die Forellen und Gespräche mit Max einen Goldenen Bären.

- Silberne Bären:
  - Der Fall (Spezialpreis der Jury)
  - Georgi Djulgerow (Beste Regie)
  - Gena Rowlands in Die erste Vorstellung (Beste Darstellerin)
  - Craig Russell in Ausgeflippt (Bester Darsteller)
  - Jerzy Kawalerowicz (Besondere künstlerische Leistung und für sein Gesamtwerk)
  - Octavio Cortázar (Besondere künstlerische Leistung und für sein Erstlingswerk)

## Weitere Preise
- FIPRESCI-Preis (Wettbewerb): Apám néhány boldog éve von Sándor Simó
- FIPRESCI-Preis (Forum): Dayereh mina von Dariush Mehrjui
- Interfilm Award – Otto-Dibelius-Preis (Wettbewerb): Die erste Vorstellung von John Cassavetes
- Interfilm Award – Otto-Dibelius-Preis (Forum): Das zweite Erwachen der Christa Klages von Margarethe von Trotta
- Leserpreis der Berliner Morgenpost: Ausgeflippt von Richard Benner

## Kinderfilmfest
Das Kinderfilmfest erlebte in diesem Jahr seine Premiere. Unter dem Titel Kino für Leute ab sechs wurden zehn Filme für ein junges Publikum gezeigt. 12.000 Zuschauer im ersten Jahr dieser Sektion sorgten mit dafür, dass sich diese Reihe schnell etablieren sollte.